# Байлот
Байлот (англ. Bylot Island) — острів у Північному Льодовитому океані в складі Канадського Арктичного архіпелагу. Сімнадцятий за розмірами острів у Канаді і сімдесят перший у світі.
Має площу 11 067 км² — належить території Нунавут Канади. Острів має 180 км довжиною і 110 км шириною. Найвища точка на острові — гора Ангілаак (англ. Angilaaq Mountain) з висотою 1 951 м над рівнем моря.
Острів ненаселений. На території острова розташовано Національний парк Сермілик і частину Арктичної Корділлери.
Острів названо на честь британського мореплавця Роберта Байлота. Острів Байлота став частиною Канади в 1906 році.
На острові розміщуються колонія 75 000 птахів білої гуски (англ. Snow Goose) та 50 видів інших птахів.